# دلس

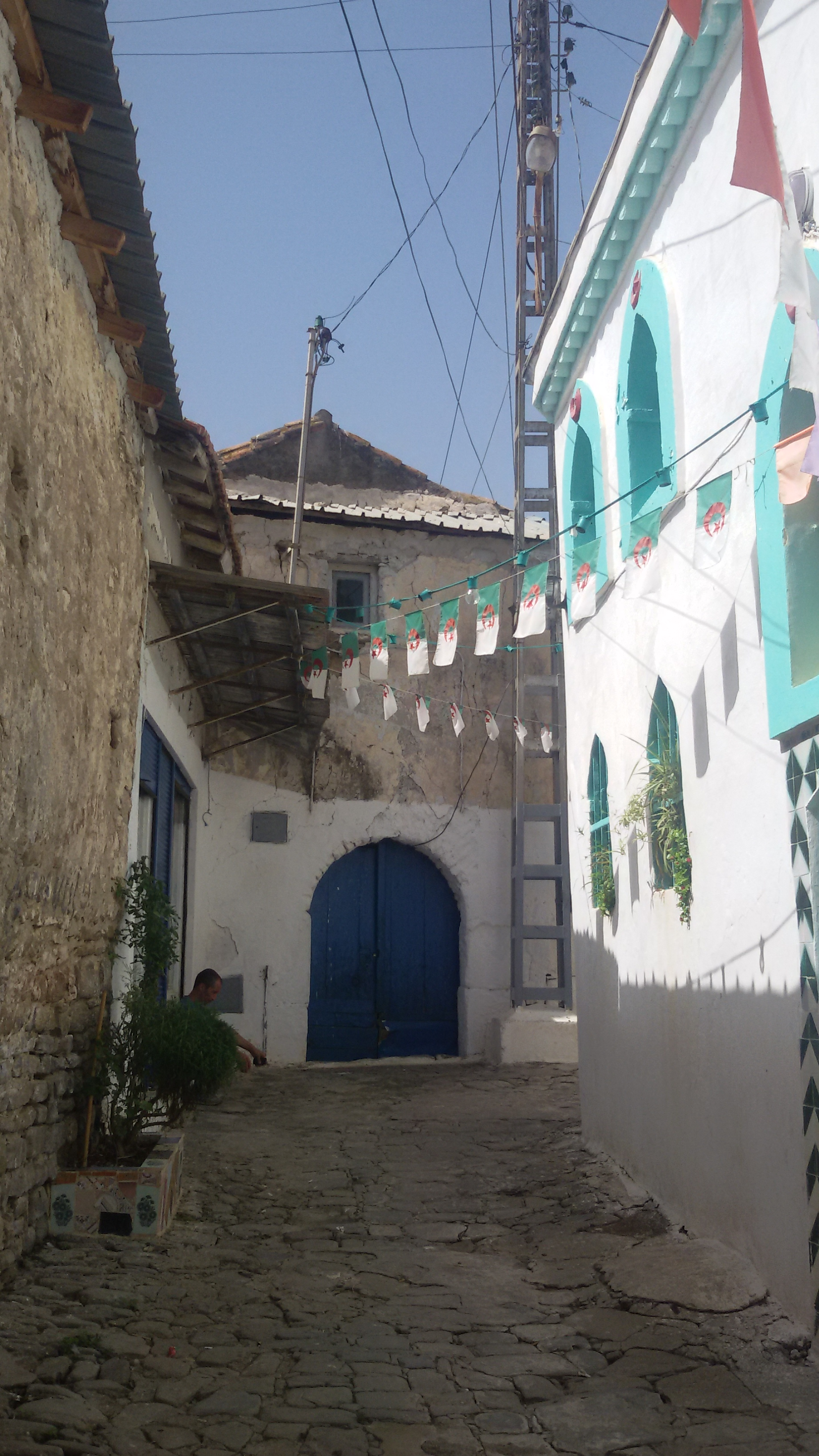
دلس

دِلِّس نام شهری است در استان بومرداس کشور الجزایر.
دلس شهری کوچک و ساحلی در شمال الجزایر واقع در شمال تیزی-وزو و در شرق رودخانه سباو قرار دارد.
آز آثار چشمگیر در دلس یک ارگ از دوره عثمانی و دو فانوس مربوط به دوران استعمار است. این فانوس‌ها برای تشخیص خلیج بنغوت برپا شده اند.
فعالیتهای اصلی منطقه ماهیگیری و کشاورزی است. نام این شهر در دوران رومی‌ها روسوکورو و در سده‌های میانه تِدِلِّس بود.